# 九龍巴士98D線
九龍巴士98D線是香港一條來往坑口（北）將軍澳醫院至尖沙咀東的巴士路線。
九龍巴士98P線為其輔助路線。平日早上由康盛花園經翠林邨、寶林及將軍澳隧道開往尖沙咀東，傍晚由尖沙咀東取道寶達邨、康盛花園及翠林邨開往坑口（北）。

## 歷史
- 1992年8月3日：本線投入服務，取代298P線（坑口（北）→尖沙咀）。初期來往坑口（北）及佐敦道碼頭，以普通巴士及空調巴士混合行走，假日停開。
  - 坑囗（北）服務時間為平日06:45-22:00，每12-25分鐘一班
  - 佐敦道碼頭服務時間為平日08:05-22:00，每15-25分鐘一班
- 1993年2月8日：增設假日全日服務。
- 1995年11月5日：九龍區總站由佐敦道碼頭遷至尖沙咀東。
- 2000年9月15日：本線的輔助路線98P線開辦，由康盛花園單向往尖沙咀東，只在平日開出一班，以空調巴士行走。
- 2000年10月：98P線增加一班車。
- 2001年4月17日：本線增設晨早特快班次，由坑口（北）單向往尖沙咀東，不經景林、欣明、寶林及茵怡，服務時間為星期一至五07:00-09:00，每5-10分鐘一班，星期六及假日停開。
- 2002年8月11日：全線改以空調巴士行走。
- 2008年6月8日：98D及98P全程收費提升至$8.6，八達通付款則$8.3分段收費亦作出調整。
- 2010年6月4日：98D尖沙咀東每日尾班車延長至00:30。
- 2011年5月15日：98D及98P全程收費提升至$8.9，分段收費亦作出調整。
- 2011年7月30日：98P線增加一班車。
- 2011年8月15日：98D其中一班原本由坑口（北）開出的特快班次，延長由日出康城開出，祇開星期一至五08:00一班[13]。
- 2012年7月3日：98P增設回程服務，由尖沙咀東單向往坑口（北），經秀茂坪、寶達、康盛、翠林、欣明及景林，服務時間為星期一至五18:00，星期六及假日停開。[14]
- 2013年3月17日：98D及98P全程收費提升至$9.7，分段收費亦作出調整。
- 2014年7月6日：98D及98P全程收費提升至$9.8分段收費亦作出調整。
- 2015年3月27日：98P更改回程時間，服務時間為星期一至五18:05，星期六及假日停開[15]。
- 2015年6月27日：增設到站時間預報。[16]
- 2018年5月21日：日出康城開出的特別班次增至4班，坑口（北）開出的特快班次減至5班 。[17]
- 2018年6月19日：98P增設星期一至五07:35由康盛花園開出及18:15由尖沙咀東開出的班次。[18]
- 2019年3月2日：98D往坑口(北)方向，加停寶寧路「富寧花園」站，車程不受影響。[19]
- 2019年7月14日：98P往康盛花園方向，加停寶寧路「富寧花園」站。[20]
- 2020年10月2日：98D往坑口(北)方向加停將軍澳隧道巴士轉乘站，並增設八達通轉乘優惠。[21]
- 2021年5月1日：往九龍方向加停將軍澳隧道巴士轉乘站，並增設八達通轉乘優惠。[22]
- 2021年7月2日：98D及98P往尖沙咀方向加停彌敦道「中間道」巴士站。[23]
- 2023年3月13日：98D上午繁忙時間不經寶林之班次增停寶順路「頌明苑」站。

## 服務時間及班次
98D
| 坑口（北）（將軍澳醫院）開 | 坑口（北）（將軍澳醫院）開 | 坑口（北）（將軍澳醫院）開 | 尖沙咀東開       | 尖沙咀東開  | 尖沙咀東開   |
| 日期                       | 服務時間                   | 班次（分鐘）               | 日期             | 服務時間    | 班次（分鐘） |
| -------------------------- | -------------------------- | -------------------------- | ---------------- | ----------- | ------------ |
| 星期一至五                 | 05:30-06:30                | 12                         | 星期一至五       | 06:30-07:10 | 20           |
| 星期一至五                 | 06:40、06:50               | 06:40、06:50               | 星期一至五       | 07:10-08:40 | 30           |
| 星期一至五                 | *07:02-09:02               | 15                         | 星期一至五       | 08:40-11:40 | 20           |
| 星期一至五                 | 09:10-17:10                | 15                         | 星期一至五       | 11:40-14:40 | 15           |
| 星期一至五                 | 17:10-21:50                | 20                         | 星期一至五       | 14:40-15:40 | 12           |
| 星期一至五                 | 21:50-23:30                | 25                         | 星期一至五       | 15:40-17:00 | 10           |
|                            |                            |                            | 星期一至五       | 17:00-18:36 | 8            |
| 18:36-19:45                | 11/12                      |                            | 星期一至五       |             |              |
| 19:45-20:55                | 10                         |                            | 星期一至五       |             |              |
| 20:55-22:55                | 8                          |                            | 星期一至五       |             |              |
| 22:55-00:10                | 15                         |                            | 星期一至五       |             |              |
| 00:30                      |                            |                            | 星期一至五       |             |              |
| 星期六                     | 05:30                      | 05:30                      | 星期六           | 06:30-11:50 | 20           |
| 星期六                     | 05:50-06:50                | 15                         | 星期六           | 11:50-14:50 | 12           |
| 星期六                     | 06:50-07:50                | 12                         | 星期六           | 14:50-17:10 | 10           |
| 星期六                     | 07:50-09:00                | 10                         | 星期六           | 17:10-19:00 | 8/9          |
| 星期六                     | 09:00-16:00                | 12                         | 星期六           | 19:00-21:00 | 10           |
| 星期六                     | 16:00-19:00                | 15                         | 星期六           | 21:00-23:00 | 7/8          |
| 星期六                     | 19:00-21:00                | 20                         | 星期六           | 23:00-23:30 | 15           |
| 星期六                     | 21:00-23:30                | 25                         | 星期六           | 23:30-00:30 | 20           |
| 星期日及公眾假期           | 05:30-07:30                | 20                         | 星期日及公眾假期 | 06:30-07:20 | 25           |
| 星期日及公眾假期           | 07:30-08:00                | 15                         | 星期日及公眾假期 | 07:20-12:00 | 20           |
| 星期日及公眾假期           | 08:00-13:00                | 12                         | 星期日及公眾假期 | 12:00-14:00 | 15           |
| 星期日及公眾假期           | 13:00-14:00                | 10                         | 星期日及公眾假期 | 14:00-15:00 | 12           |
| 星期日及公眾假期           | 14:00-15:00                | 12                         | 星期日及公眾假期 | 15:00-17:00 | 10           |
| 星期日及公眾假期           | 15:00-19:00                | 15                         | 星期日及公眾假期 | 17:00-18:00 | 7/8          |
| 星期日及公眾假期           | 19:00-21:00                | 20                         | 星期日及公眾假期 | 18:00-21:00 | 10           |
| 星期日及公眾假期           | 21:00-23:30                | 25                         | 星期日及公眾假期 | 21:00-22:00 | 7/8          |
|                            |                            |                            | 星期日及公眾假期 | 22:00-22:50 | 10           |
| 22:50-00:30                | 20                         |                            | 星期日及公眾假期 |             |              |

特別班次
- 坑口（北）→尖沙咀東（經寶順路，不經景林、欣明、寶林及茵怡花園）
  - 星期一至五：07:00、07:35、07:55、08:25、09:00
- 日出康城 → 尖沙咀東（經坑口及寶順路，不經景林、欣明、寶林及茵怡）
  - 星期一至五：07:05、07:30、07:55、08:25

98P
- 康盛花園開：
  - 星期一至六：07:35、07:50、08:05

粗體班次於星期六不設服務
- 尖沙咀東開：
  - 星期一至五：18:05、18:15

所有特別班次及98P線逢星期日及公眾假期不設服務

## 收費
| 路線 | 全程收費 | 分段收費 |
| ---- | -------- | --- |
| 98D  | $11.3    | - 坑口（北）往寶康公園（常規班次）／康城站往厚德邨（特別班次）或之前：$5.8 - 九龍佑寧堂往尖沙咀東：$7.4 - 將軍澳隧道轉車站往坑口（北）：$5.8 |
| 98P  | $11.3    | - 康盛花園往寶康公園或之前：$5.8 - 九龍佑寧堂往尖沙咀東：$7.4 - 安達臣道往坑口（北）：$5.8                                                   |

| - 本線設有12歲以下小童及65歲或以上長者半價優惠。 - 65歲或以上香港居民使用「樂悠咭」，以及12歲以下合資格殘疾兒童使用「殘疾人士身份」個人八達通繳付車資，均可享有每程$2.0或半價（以較低者為準）的票價優惠；12至64歲合資格殘疾人士使用「殘疾人士身份」個人八達通（包括「樂悠咭」），以及60至64歲香港居民使用「樂悠咭」繳付車資，均可享有每程$2.0或全費（以較低者為準）的票價優惠。 - 65歲或以上長者如使用長者或一般個人八達通繳付車資，則只可享有半價優惠；12至64歲合資格殘疾人士如不使用「殘疾人士身份」個人八達通，以及60至64歲人士如不使用「樂悠咭」繳付車資，必須繳付全費。 - 乘客可以現金或八達通於上車時付款，不設找續。 - 每位成人乘客可免費攜帶最多兩名4歲以下而不佔座位的兒童乘客乘車，超額之4歲以下小童必須繳付小童車費乘車。 - 持有「九巴月票」之乘客在車票有效期內，每日可享最多10程任何九龍巴士及龍運巴士路線（包括本路線，以及聯營路線的九龍巴士／龍運巴士提供的班次；惟乘搭機場「A」及「NA」線則可享原價二七折優惠（不會計算每天10次合資格車程））；而B1線則每日可享最多各2程（不會計算每天10次合資格車程）。 - 九龍巴士、城巴、龍運巴士及陽光巴士全職員工及家屬（不包括外判職員）可免費乘搭本路線，惟必須拍職員或職員家屬八達通。 - 乘客亦可透過多元化電子支付系統（e度嘟）繳付車資，包括使用非接觸式VISA卡、JCB卡、萬事達卡、銀聯卡、美國運通、大來國際、Discover Card、Apple Pay、Google Pay、Samsung Pay、AlipayHK「易乘碼」、支付寶、WeChatHK／微信支付「搭車碼」、銀聯雲閃付「乘車碼」及BOC Pay「乘車碼」。乘客使用此付款方式，使用此支付方式的乘客可享有中途下車之分段收費，以及與其他九巴／龍運獨營路線或聯營線九巴／龍運班次之轉乘優惠，惟不適用於與非九巴／龍運路線之轉乘優惠，亦不能享有「公共交通費用補貼計劃」及「長者及合資格殘疾人士公共交通票價優惠計劃」。 - 帶粗體字者為雙向分段收費，乘客必須使用八達通（九巴月票除外）上車拍卡繳費，並於下車前後於指定巴士站裝設拍卡機確認八達通，方可享有分段收費優惠。 |

### 八達通轉乘優惠
乘客登上本線後150分鐘內以同一張八達通卡轉乘以下路線，或從以下路線登車後150分鐘內以同一張八達通卡轉乘本線，次程可獲$4.2車資折扣優惠：
98D/98P←→將軍澳區內路線
- 98D/98P往坑口 → 91M/91P任何方向、296M任何方向或298E任何方向
- 91M/91P任何方向、296M任何方向或298E任何方向 → 98D/98P往尖沙咀

98D/98P←→108，兩程車資合共$12
- 98D/98P往尖沙咀 → 108往寶馬山
- 108往啟業 → 98D/98P往坑口

註：由98D往尖沙咀方向轉乘108往寶馬山，須步行前往紅隧收費廣場登車
98D/98P←→W2，兩程車資合共$9.9
- 98D/98P往尖沙咀 → W2往西九龍站
- W2往觀塘站 → 98D/98P往坑口

## 用車演變史
此路線前身298P開線時，用車為利蘭奧林比安11米（AL）或丹尼士巨龍11米（AD）。1992年提升至全日服務及改稱98D後，加入11、12米三軸非空調巴士行走，用車以利蘭奧林比安（S3BL、3BL）及丹尼士巨龍（3N）為主。1994年加入富豪奧林比安12米（3AV）行走。
2002年提升為全空調服務後加入低地台服務，用車以丹尼士三叉戟12米（ATR）及富豪超級奧林比安12米（3ASV）為主。於2011年曾加入2輛富豪B9TL 12米（AVBWU98／PV9867、AVBWU100／PW327）行走，但不久被調往13X線。
2014年6月曾一度加入6輛新出牌的Enviro500 MMC 12米（ATENU285-290）行走，但同月內已全數被富豪B9TL（AVBWU）取代。其後於12月，原有的富豪奧林比安（3AV）被原601線的丹尼士三叉戟（ATR）取代，正式全線低地台化。
2015年4月，原有的丹尼士三叉戟（ATR）被原27線的富豪超級奧林比安（3ASV）取代。同年12月，因不駛經低排放區的關係，兩輛富豪B9TL（AVBWU89／PV8752、AVBWU96／PV9610）被調離，全線使用富豪超級奧林比安（3ASV）行走，以統一車型。惟因路線需要柯打行走低排線（即需要進入低排放區），故同月內加入四輛Enviro500 MMC（ATENU）取代四輛富豪超級奧林比安（3ASV），其中一輛（ATENU613／TN1642）於翌年6月被富豪B9TL（AVBWU256／RJ4212）取代。
2018年3月下旬加入高載版富豪B9TL（AVBWU）行走，當中大部份為使用「城市脈搏」City Red車身色彩的B9TL。其後同年11月則換入來至Facelift版本及使用「城市脈搏」City Red車身色彩的Enviro500 MMC（ATENU）行走，至翌年6月下旬更加入富豪B8L（V6B）行走，陸續取代原有的富豪超級奧林比安（3ASV）。

## 使用車輛
本線現時使用5輛亞歷山大丹尼士Enviro 500 MMC（20輛12米ATENU）及4輛富豪B9TL 12米（AVBWU高載) 空調巴士，均屬將軍澳車廠。
| 車隊編號  | 車牌   |
| --------- | ------ |
| ATEMU211  | SK7664 |
| ATENU582  | TM3533 |
| ATENU606  | TN1149 |
| ATENU620  | TN2904 |
| ATENU623  | TN6570 |
| ATENU667  | TN5103 |
| ATENU670  | TP5282 |
| ATENU750  | TS4966 |
| ATENU777  | TT9613 |
| ATENU780  | TU250  |
| ATENU792  | TU2188 |
| ATENU1484 | VM9311 |
| ATENU1551 | VR6284 |
| ATENU1599 | VS4752 |
| ATENU1603 | VS5379 |
| ATENU1626 | VT2178 |
| ATENU1665 | SM2635 |
| ATENU1666 | SM8298 |
| ATENU1667 | SM9420 |
| AVBWU598  | UX7827 |
| AVBWU747  | VE9774 |
| AVBWU750  | VF718  |
| AVBWU788  | VL7317 |

## 行車路線
98D
坑口（北）開經：寶寧路、迴旋處、寶寧路、常寧路、重華路、培成路、常寧路、寶寧路、寶琳北路、寶豐路、寶康路、將軍澳隧道公路、將軍澳隧道、將軍澳道、觀塘繞道、啟福道、啟德隧道、東九龍走廊、漆咸道北、漆咸道南、加士居道、佐敦道、彌敦道、梳士巴利道、漆咸道南、暢運道、康泰徑及康達徑。
- 由日出康城開出的特別班次經康城路、環保大道、環澳路、環保大道、蓬萊路、環保大道、昭信路、寶寧路、常寧路、重華路、培成路、常寧路、寶寧路、寶順路、將軍澳隧道公路，然後返回將軍澳隧道98D常規班次原線。

尖沙咀東開經：科學館道、暢運道、漆咸道南、漆咸道北、梳士巴利道、彌敦道、加士居道、漆咸道北、東九龍走廊、啟德隧道、啟福道、觀塘繞道、將軍澳道、將軍澳隧道、將軍澳隧道公路、寶順路、寶康路、寶豐路、欣景路、佳景路、寶琳北路、寶寧路、常寧路、重華路、培成路、常寧路及寶寧路。
98D線各班次之具體停站請參考資訊框
98P
康盛花園開經：林盛路、寶琳北路、佳景路、寶林公共運輸交匯處、佳景路、寶豐路、寶康路、將軍澳隧道公路、將軍澳隧道、將軍澳道、觀塘繞道、啟福道、啟德隧道、東九龍走廊、漆咸道北、漆咸道南、加士居道、佐敦道、彌敦道、梳士巴利道、漆咸道南、暢運道、康泰徑及康達徑。
尖沙咀東開經：科學館道、暢運道、漆咸道南、梳士巴利道、彌敦道、加士居道、漆咸道南、漆咸道北、東九龍走廊、啟德隧道、啟福道、觀塘繞道、將軍澳道、秀茂坪道、寶琳路、寶琳北路、寶豐路、欣景路、佳景路、寶琳北路、寶寧路、迴旋處、常寧路、重華路、培成路、常寧路、迴旋處及寶寧路。
98P線之具體停站請參考資訊框

## 使用狀況
本線開辦初期，客量甚高，繁忙時間班次更密至2-3分鐘一班，非繁忙時間亦可以維持5-15分鐘一班。雖港鐵將軍澳線通車後，本線客量或多或少受到影響，但仍比需要轉乘兩次的港鐵顯得直接，即使本線途經之五號幹線加士居道一段時有擠塞，但大部分坑口及寶林居民仍依舊選搭本線前往九龍灣商貿區或尖沙咀一帶。
九巴服務寶林和坑口的日間巴士路線中，只有本線與297全日取道將軍澳隧道。自從將軍澳隧道轉車站啟用後，本線成為該站前往將軍澳北的骨幹路線。因班次頻密，部分來自日出康城及尚德邨的乘客也樂於轉乘本線。此外，由於未能直達山上的翠林邨及康盛花園，當區區議員一直爭取本線延伸至該處，但這會增加行車時間，結果九巴改為增加98P的特別班次，並增設回程服務。

## 資料來源
1. 1 2 3 4 5 6 7 8 9 10 11 12 13 14 15  設有拍卡機，下車乘客可到拍卡機領取車費回贈
2. 1 2  平日早上部分班次不停此站
3. 1 2  往尖沙咀方向下車乘客可到拍卡機領取車費回贈
4. 1 2 3 4 5 6  平日早上特快班次不停此站
5. 1 2 3 4 5 6  康城站開出之班次不停此站
6. 1 2  . 九龍巴士（一九三三）有限公司.   [2023-07-09]. （原始内容存档于2023-06-25） （中文（香港））.
7. ↑  下午班次終點站
8. 1 2  下車乘客可到西行站的拍卡機領取車費回贈
9. ↑  下車乘客可到寶林邨寶仁樓的拍卡機領取車費回贈
10. ↑  下車乘客可到欣明苑的拍卡機領取車費回贈
11. ↑  下車乘客可到欣景路的拍卡機領取車費回贈
12. 1 2  . 九龍巴士（一九三三）有限公司.   [2023-07-09]. （原始内容存档于2023-06-25） （中文（香港））.
13. ↑  九巴提供98D線特別班次 （页面存档备份，存于），2011年8月11日，九巴
14. ↑  九巴98P線加強服務 （页面存档备份，存于），2012年6月28日，九巴
15. ↑  .   [2015-03-27]. （原始内容存档于2016-03-04）. （页面存档备份，存于）
16. ↑  九龍巴士（一九三三）有限公司，146條路線增設巴士到站時間預報服務 覆蓋逾半九巴及龍運路線 （页面存档备份，存于）［新聞稿］，2015年6月26日。
17. ↑   (PDF).   [2018-05-18]. （原始内容存档 (PDF)于2018-05-18）. （页面存档备份，存于）
18. ↑   (PDF).   [2018-06-14]. （原始内容存档 (PDF)于2018-06-14）. （页面存档备份，存于）
19. ↑   (PDF).   [2019-02-27]. （原始内容存档 (PDF)于2020-11-22）. （页面存档备份，存于）
20. ↑   (PDF).   [2019-07-14]. （原始内容存档 (PDF)于2021-09-24）. （页面存档备份，存于）
21. ↑  九龍巴士（一九三三）有限公司，〈九巴9條路線經將軍澳隧道轉車站 開辦全新98康城專線 （页面存档备份，存于）〉［新聞稿］，2020年9月23日。
22. ↑  九龍巴士（一九三三）有限公司，〈將軍澳隧道轉車站（往九龍方向）啟用 九巴14條路線設站及新增轉乘優惠 （页面存档备份，存于）〉［新聞稿］，2021年4月21日。
23. ↑   (PDF).   [2021-06-30]. （原始内容存档 (PDF)于2021-06-30）. （页面存档备份，存于）

- 郭炳華. . 香港: 80M巴士專門店. 2010年. ISBN 962-8686-95-X.
- 《二十世紀新界（東）區巴士路線發展史》，ISBN 9789628414642，127-128頁

## 外部連結
- 九巴98D線官方網站路線資料 （页面存档备份，存于）
- 九巴98D、98P線詳細時間表 （页面存档备份，存于）
- USHB-九巴98D線 （页面存档备份，存于）
- https://www.google.com/maps/d/u/0/viewer?mid=1cfn3P_7Q5SBNN6KqJQWMEAi5s8M&hl=en_US&ll=22.309732317916513%2C114.22026700000004&z=13
- 681巴士總站-九巴98D線 （页面存档备份，存于）
- 681巴士總站-九巴98P線 （页面存档备份，存于）